# Ángel L. Sojo
Ángel León Sojo (Saladillo, 1882-Buenos Aires, 1939) fue un periodista argentino, director de La Razón.

## Biografía
Nació en 1882, el 28 de enero, en la localidad de Saladillo, perteneciente a la provincia de Buenos Aires. Era hijo de Silvestra Orue de Sojo. Fue director del periódico La Razón de Buenos Aires. Falleció en 1939, el 13 de mayo, en Buenos Aires.